# Zumba

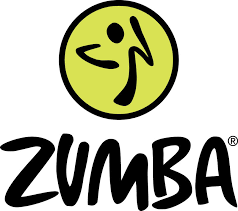
Logo de Zumba

Zumba es una disciplina fitness creada a mediados de los años 1990 por los colombianos Alberto "Beto" Pérez, Alberto Perlman y Alberto Aghion,  enfocada por una parte a mantener un cuerpo saludable y por otra a desarrollar, fortalecer y dar flexibilidad al cuerpo mediante movimientos de baile combinados con una serie de rutinas aeróbicas.
Dentro de sus rutinas son utilizados ritmos latinoamericanos de popularidad regional durante el siglo XXI, como la salsa, el merengue, la cumbia, la bachata y el reguetón. En cada sesión de Zumba, se pueden llegar a quemar de 50 a 300 kilocalorías.
Zumba se puede practicar a cualquier edad y en cualquier momento, ya que existe: Zumba Fitness, Zumba Kids, Zumba Gold, Zumba Step, Zumba Toning, Aqua Zumba, Zumba Sentao, entre otros.

## Orígenes de zumba
Término acuñado por Beto Pérez, creador de la disciplina y la marca "Zumba". Beto quería llamarlo 'rumba', pero este nombre ya estaba registrado como el género musical cubano y podría generar confusión. Así que él y su socio empezaron a probar letras iniciales hasta que les gustó «sumba», pero Beto Pérez decidió escribirlo con "z" porque le gustaba el personaje El Zorro cuando era un niño.
Zumba es una franquicia o nombre comercial que representa una actividad aeróbica para clases dirigidas, utilizando pasos, estilo y música similares a los ritmos latinoamericanos. Una sesión de Zumba consiste en una sucesión de canciones que suman los 60 minutos de la clase. Es recomendable dedicar los dos o tres primeros temas para el calentamiento y el último para los estiramientos musculares. Para desarrollar los ejercicios, se aprovechan de la estructura de la canción (verso, estribillo, instrumental, etc.), de esta forma se da coherencia al "baile" y lo hace más entretenido. Utiliza un "Estilo Libre Coreografiado" como método de enseñanza. Cada estructura enseñada se repite durante una misma secuencia de la canción, alternando con otras secuencias y se repiten cuando estas sean iguales.
Por ejemplo: Podemos hacer una combinación de pasos en el estribillo e ir repitiendo mientras dure y cada vez que aparezca este estribillo: "azúcar!". Como todo ejercicio de intensidad moderada - alta se queman calorías y la intensidad está medida por los factores coreográficos y la dedicación del ejecutante. El éxito de Zumba viene dado sobre todo por las inversiones en publicidad y marketing, ya que desde los comienzos del aeróbic se ha utilizado este estilo como elemento en las clases. Los centros que no utilizan Zumba, han usado otras actividades no registradas, como "Aeróbic Latino", "ritmos latinos", etc.
Hay que distinguir las clases dadas en estilo libre coreografiado de las de estilo coreografiado. Aunque ambas se pueden utilizar en la misma sesión, la primera alterna pasos durante un periodo, repitiéndolos en determinadas secuencias, pero sin implicar una coreografía. La segunda, en cambio, basa las progresiones en un producto final de duración determinada: "La Coreografía Final".

## Beneficios
- Quema de calorías
- Tonificante y reafirmante muscular
- Libera tensiones
- Sociabilizar
- Aumenta la tolerancia a la acumulación de ácido
- Mejorar la resistencia y flexibilidad
- Estimular la memoria
- Mejorar la coordinación
- Musicoterapia y felicidad
- Mejora el sistema cardiovascular
- Ayuda a corregir las posturas
- Mejora la imagen
- Mejora la autoestima
- Adiós al estrés
- Mucha diversión y felicidad